# 福岡県立田川高等学校
- 福岡県立田川高等学校（ふくおかけんりつ たがわこうとうがっこう）は、福岡県田川郡香春町大字中津原にある県立高等学校。

福岡県第十一学区（旧第十三学区）（田川市・田川郡）に属する。平成18年度より人権感覚育成モデル校事業及び学力向上プラン推進校の指定校となる。関連して平成19年にペシャワール会の中村哲氏に講演をしていただいた。

## 概要
歴史
1917年（大正6年）創立の旧制中学校「田川郡立田川中学校」を前身とする。1948年（昭和23年）の学制改革により、新制高等学校（当初は男子校）となった。翌1949年（昭和24年）には男女共学を開始し、現在に至る。2017年（平成29年）に創立100周年を迎えた。
設置課程・学科
全日制課程 普通科
校訓
「水平線上に突起をつくれ」
校歌
作詞は皆川治、作曲は横田三郎による。
田川健児の歌
作詞は田中常憲、作曲は権藤円立による。
校風
学校の所在地が香春岳の南に位置することから、「嶽南健児」という言葉が生まれ、独自の校風を創り出している。
制服
男子用は黒色学生服。女子用はブレザーにリボン。

## 沿革
旧制中学校（男子校）時代
- 1917年（大正6年）
  - 2月28日 - 香春小学校の校舎を仮校舎として、「田川郡立田川中学校」が創立。
  - 4月 - 授業を開始。
- 1918年（大正7年）7月 - 現在地に校舎を新築し、移転を完了。
- 1919年（大正8年）4月 - 県立移管により、「福岡県立田川中学校」に改称。
- 1920年（大正9年）7月 - 教室一棟が完成。
- 1922年（大正11年）3月 - 本館一棟が完成。
- 1923年（大正12年）8月 - 講堂が完成。
- 1925年（大正14年）3月 - 「福岡県田川中学校」に改称。
- 1928年（昭和3年）5月 - プールが完成。
- 1947年（昭和22年）4月 - 旧制中学校としての募集を停止。学制改革の経過措置により、新制中学校を併設し（以下、併設中学校）、旧制中学1・2年修了者を新制中学2・3年生として収容。この併設中学校は2・3年生のみの中学校であった。

新制高等学校（男子校から男女共学へ）
- 1948年（昭和23年）4月1日 - 学制改革により、新制高等学校「福岡県立田川高等学校」（男子校）に改組・改称。全日制および定時制課程を設置。併設中学校を継承。併設中学校は1946年（昭和21年）に旧制中学校へ最後に入学した3年生のみとなる。
- 1949年（昭和24年）
  - 3月 - 最後の卒業生を送り出し、併設中学校を廃止。
  - 4月 - 男女共学となる。
- 1950年（昭和25年）4月 - 家政科を新設。
- 1954年（昭和29年）3月 - 体育館が完成。
- 1965年（昭和40年）
  - 3月 - 定時制を廃止。
  - 7月 - 校舎全面改築（第一期工事）が完了。
- 1966年（昭和41年）8月 - 校舎全面改築（第二期工事）が完了。
- 1980年（昭和55年） - 野球部が第62回全国高等学校野球選手権大会に出場。
- 1993年（平成5年）3月 - 家政科を廃止。
- 1998年（平成10年）4月 - 普通科理数コースを新設。
- 2007年（平成19年） - 創立90年記念行事を挙行。
- 2010年（平成22年）3月 - 理数コースを廃止。
- 2012年（平成24年）4月 - 普通科スーパー特進クラスを設置。

## 学校行事
- 4月 - 入学式
- 6月 - 文化祭（嶽南祭）
- 8月 - 耐暑行進
- 9月 - 体育祭
- 1月 - 寒稽古
- 3月 - 卒業式

## 著名な出身者
政治
- 田中六助 - 元衆議院議員、元内閣官房長官、元通産大臣、元自由民主党幹事長。
- 中西績介 - 元衆議院議員。元総務庁長官
- 二場公人 - 元田川市長

経済
- 重渕雅敏 - 元東陶機器（現TOTO）社長、元日本セラミックス協会会長、元北九州商工会議所会頭。
- 長尾亜夫 - 元西日本鉄道社長
- 白石憲正 - 起業家・実業家。

文化
- 上野哲也 - 小説家。小説現代新人賞、坪田譲治文学賞受賞作家。
- 芝竹夫 - 教育者、著述家、社会運動家。
- 中島かずき - 劇作家、小説家、編集者。
- 林えいだい - ノンフィクション作家。
- 船瀬俊介 - 作家、ジャーナリスト、評論家。著書「買ってはいけない」など。
- 常盤司郎 - 映画監督・脚本家　短編映画「クレイフィッシュ」長編映画「最初の晩餐」など

芸能
- 大和田紗希 - 女優。
- 鈴木ナオミ- 歌手・司会・マルチタレント。ロンドン在住。
- 吉武優 - ピアニスト
- 小松昌平 - 声優

放送
- 荒木優里 - 元テレビ埼玉、元瀬戸内海放送アナウンサー
- 島田啓子 - 長崎国際テレビの報道記者、元アナウンサー
- 田中大士 - WOWOWアナウンサー

スポーツ
- 生原昭宏 - 日米間の野球交流の発展に尽力した人物、野球殿堂入り。
- 井上慎一 - 元プロ野球選手。
- 吉井山朋一郎 - 大相撲力士
- 手嶋多一 - プロゴルファー、2001年日本オープンゴルフ選手権優勝、2014年日本プロゴルフ選手権優勝。

研究者
- 村上允英 - 山口大学名誉教授
- 香月　智 - 元防衛大学副校長
- 知京豊裕 - ナノアーキテクトニクス材料研究センター LSTC材料研究ラボ 　ラボ長
- 岡　朋治 - 慶應義塾大学理工学部　物理学科教授
- 桑島修一郎 - 京都大学生存圏未来開拓研究センター　センター長
- 石田謙司 - 九州大学工学部　量子物理工学科教授
- 坂上雅道 - 玉川大学脳科学研究科　教授
- 手嶋吉法 - 千葉工業大学　教授
- 坂井修二 - 東京女子医科大学　教授
- 田尻 寛男  - 公益財団法人高輝度光科学研究センター主幹研究員

法曹界
- 馬場義続 - 元検事総長

## 交通
最寄りの鉄道駅
- 平成筑豊鉄道 田川線 「勾金駅」
  - 2009年4月1日より田川高等学校がネーミングライツを取得しており、「田川高校前 勾金駅」の愛称が付けられている。
- JR九州 日田彦山線 「一本松駅」

最寄りのバス停留所
- 西鉄バス 「一本松」バス停
- 香春町福祉バス 「田川高校裏」バス停

最寄りの幹線道路
- 福岡県道204号田川犀川線

廃止された最寄公共交通機関
- 日本国有鉄道添田線 「上伊田駅」（1985年（昭和60年）廃止）
- 西鉄バス 田川高校前バス停（2003年（平成15年）廃止）

## 周辺
- 勾金郵便局
- 旧福岡県立田川農林高等学校跡地

## 参考資料
- 「香春町誌」（1966年（昭和41年）9月30日発行, 香春町）p.251～p.253